# Egyesület

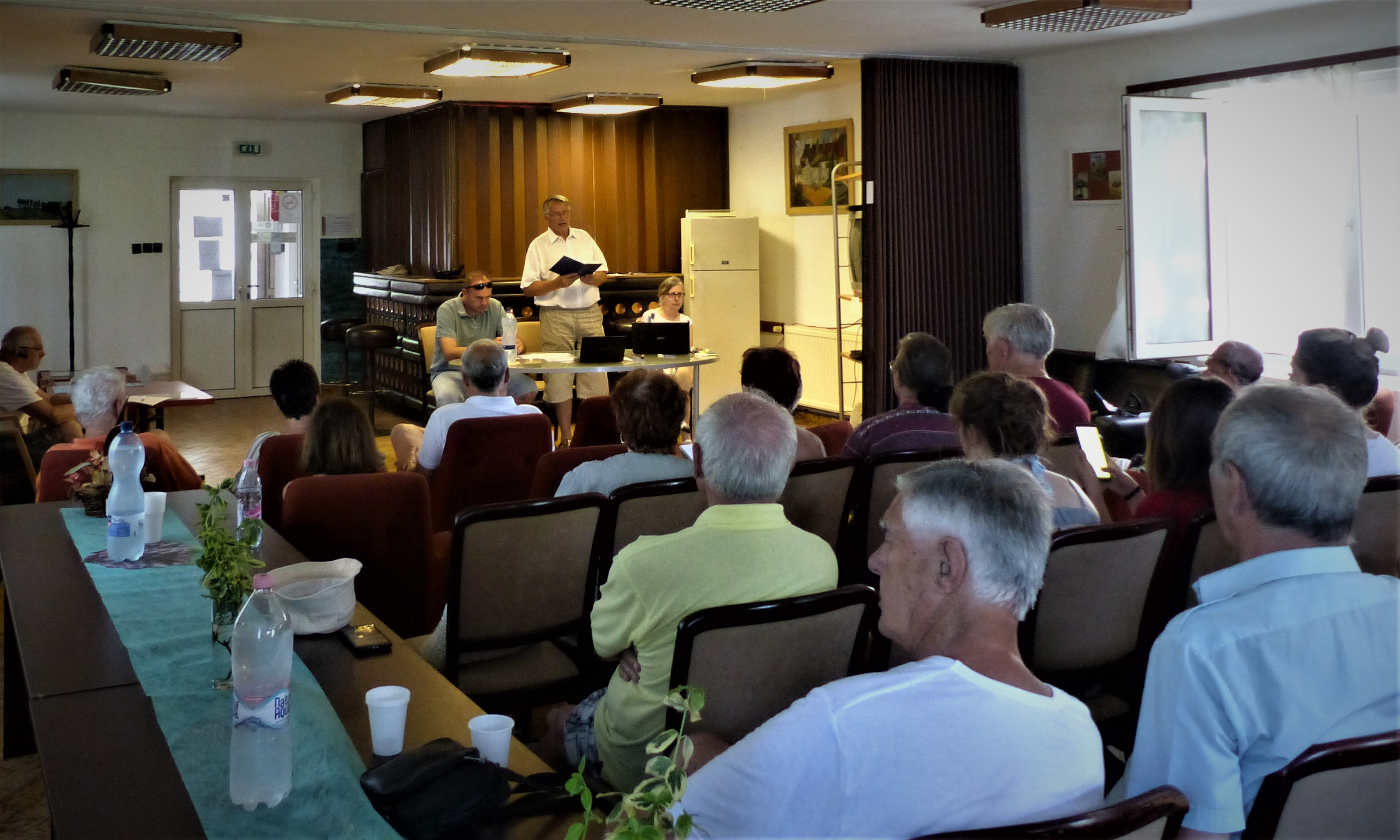
Alsóréti Üdülő Egyesület

Az egyesület (régies szóval egylet) a tagok közös, tartós, alapszabályban meghatározott céljának folyamatos megvalósítására létesített, nyilvántartott tagsággal rendelkező jogi személy. Egyesület nem alapítható gazdasági tevékenység céljára.
Az egyesület az egyesületi cél megvalósításával közvetlenül összefüggő gazdasági tevékenység végzésére jogosult.
Az egyesület vagyonát céljának megfelelően használhatja, vagyonát nem oszthatja fel tagjai között, és a tagok részére nyereséget nem juttathat.Az egyesület alapszabálya az egyesület valamely szervezeti egységét jogi személlyé nyilváníthatja.

## Alapítása
Minimálisan 10 fő szükséges hozzá (nem feltétlenül természetes személy).
Az egyesület alapszabályában rendelkezni kell az egyesület
- nevéről,
- céljáról,
- székhelyéről,
- szervezetéről.

Az egyesület a bírósági nyilvántartásba vételével jön létre.

## Működése
Az egyesület a vagyonával önállóan gazdálkodik. Egyesület elsődlegesen gazdasági tevékenység folytatására nem alapítható. Tartozásaiért saját vagyonával felel. A tagok – a tagdíj megfizetésén túl – az egyesület tartozásaiért saját vagyonukkal nem felelnek.
Az egyesület gazdálkodását rendszerint számvizsgáló (bizottság) ellenőrzi.
Az 1989:II. tv. alapján a legfelsőbb szerv kizárólagos hatáskörébe tartozik az alapszabály megállapítása és módosítása, más társadalmi szervezetekkel való egyesülés vagy a feloszlás kimondása.

## Megszűnése
Az egyesület megszűnik, ha:
- Feloszlását a legfelsőbb szerve kimondja.
- Más egyesülettel való egyesülését a legfelsőbb szerve kimondja.
- Az arra jogosult szerv feloszlatja.
- Az arra jogosult szerv a megszűnését megállapítja.
- Ügyész keresete alapján a bíróság megállapíthatja, amennyiben az egyesület már 1 éve nem működik, illetve ha tagjainak száma 10 fő alá csökkent.

2011. évi CLXXXI. törvény. 
35/B. Az egyesület jogutód nélküli megszűnését eredményező ok megállapítására irányuló polgári nemperes eljárás.
68/B. § (1) A bíróság az ügyész indítványára, az egyesület vagy más jogilag érdekelt kérelmére megállapítja a jogutód nélküli megszűnési ok bekövetkeztét, ha az egyesület
a) határozott időre jött létre és a meghatározott időtartam eltelt [Ptk. 3:48. § (1) bekezdés a) pont],
b) megszűnése meghatározott feltétel bekövetkezéséhez kötött és e feltétel bekövetkezett [Ptk. 3:48. § (1) bekezdés b) pont],
c) megvalósította célját vagy céljának megvalósítása lehetetlenné vált, és új célt nem határoztak meg [Ptk. 3:84. § a) pont],
d) tagjainak száma hat hónapon keresztül a Ptk.-ban meghatározott legkisebb létszám alá csökken [Ptk. 3:84. § b) pont], feltéve, hogy az a)-c) pont szerinti esetekben az abban foglaltakra figyelemmel az egyesület nem határozott a megszűnéséről.
(2) Az ügyészt az eljárás indítványozásának joga akkor illeti meg, ha indítványát - az (1) bekezdés a)-d) pontjaiban meghatározott okok mellett - közérdek sérelmére alapítja és e közérdek sérelmének fennállását valószínűsíti.